# Setzin
Setzin è una località del comune di Toddin del Meclemburgo-Pomerania Anteriore, in Germania.
Appartiene al circondario (Kreis) di Ludwigslust-Parchim (targa LWL) ed è parte della comunità amministrativa (Amt) di Hagenow-Land.
Già comune autonomo è stato soppresso e accorpato al comune di Toddin il 26 maggio del 2019.